# Utö (småort)
Utö är en småort på ön Utö i Haninge kommun och kyrkby i Utö socken. SCB har sedan 2000 klassat denna bebyggelse omkring Utö kyrka på södra Utö som en småort